# Kirysowate

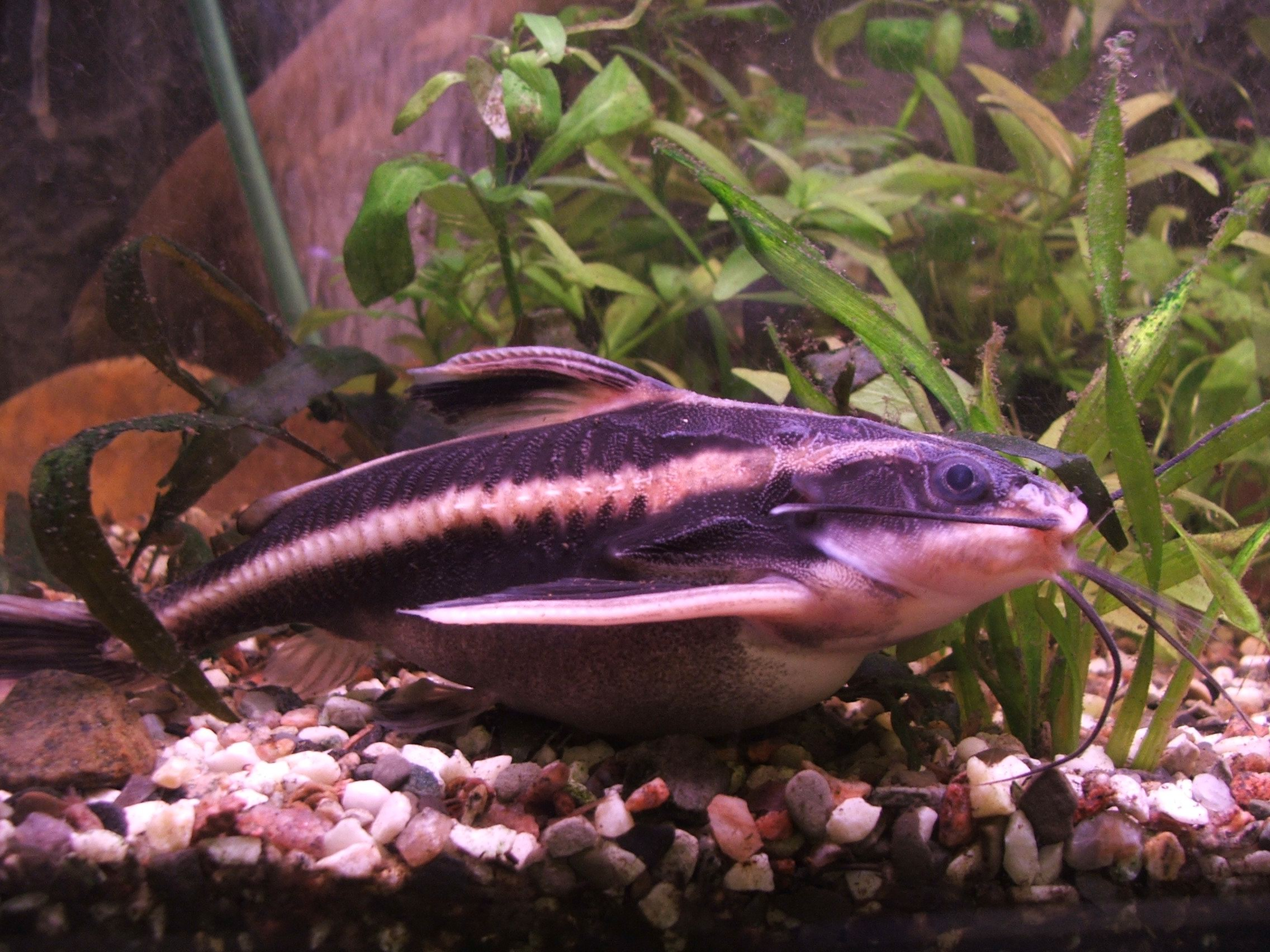
Platydoras costatus

Kirysowate, kirysy (Doradidae) – rodzina słodkowodnych ryb sumokształtnych. Pomimo dużego podobieństwa nazwy do kiryskowatych (kirysków) jest to odrębna rodzina. Dawniej nazywane były doradowatymi (od Doradidae). Mniejsze i średnie gatunki są hodowane w akwariach, większe poławiane jako ryby konsumpcyjne.

## Zasięg występowania
Tropikalna i subtropikalna Ameryka Południowa, na wschód od Andów – głównie w Brazylii, Peru i regionie Gujana. Występują w rzekach, potokach o umiarkowanym nurcie oraz w jeziorach. Preferują kryjówki wśród zatopionych korzeni lub odpoczywają zakopując się w piasku.
Najstarsze niewątpliwe skamieliny kirysowatych to częściowe czaszki Oxydoras z miocenu Wenezueli, Peru i Argentyny.

## Cechy charakterystyczne
- ciało pokryte płytkami kostnymi tworzącymi rodzaj pancerza (kirys), z wyjątkiem części brzusznej, u Liosomadoras morrowi nie występują boczne płytki kostne, a Doraops zuloagai ma je tylko w tylnej części ciała[4]
- otwór gębowy zaopatrzony w trzy pary wąsików, wąsiki nosowe nie występują, u niektórych gatunków wąsiki żuchwowe są rozgałęzione,
- u większości występuje płetwa tłuszczowa,
- mają zdolność oddychania powietrzem atmosferycznym, nabierają powietrza z powierzchni wody i wtłaczają je do silnie ukrwionego jelita,
- pierwszy promień w płetwach piersiowych i grzbietowej tworzy twardy, ostry kolec, którym ryba może zadawać bolesne rany,
- niektóre gatunki wytwarzają toksyczną wydzielinę,
- potrafią wydawać dźwięki – wytwarzane ruchami kolca płetwy piersiowej lub wibracjami pęcherza pławnego,
- prowadzą głównie nocny tryb życia,
- osiągają od ok. 4 cm (Physopyxis lyra) do ok. 100 cm długości (Lithodoras dorsalis i Oxydoras niger).

## Klasyfikacja
Rodzaje zaliczane do tej rodziny:

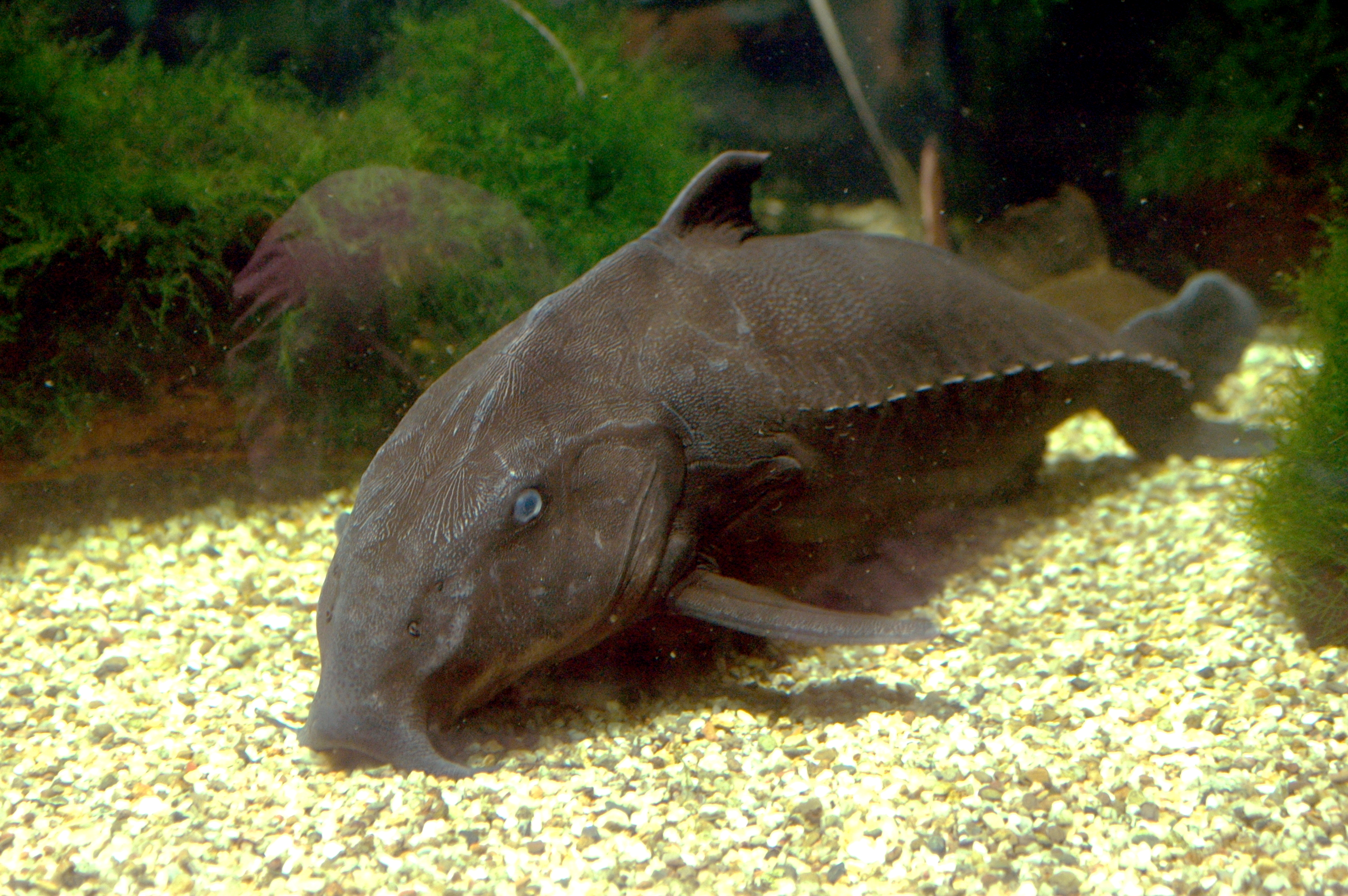
Pseudodoras niger

Acanthodoras — Agamyxis — Amblydoras — Anadoras — Anduzedoras — Astrodoras — Centrochir — Centrodoras — Doraops — Doras — Franciscodoras — Hassar — Hemidoras — Hypodoras — Kalyptodoras — Leptodoras — Lithodoras — Megalodoras — Merodoras  — Nemadoras — Opsodoras — Orinocodoras — Ossancora  — Oxydoras — Physopyxis — Platydoras — Pterodoras — Rhinodoras — Rhynchodoras — Scorpiodoras — Trachydoras — Wertheimeria